# 태풍 파마 (2009년)
태풍 파마(태풍 번호: 0917, JTWC 지정 번호: 19W, 국제명: PARMA, 필리핀 기상청(PAGASA) 지정 이름: Pepeng)는 2009년 북서태평양에서 발생한 17번째 태풍으로 태풍의 영향을 받은 필리핀, 대만, 중화인민공화국, 베트남에 막대한 피해를 냈다. 이같은 피해로 인해 '파마'라는 이름은 사용 중지되었다.
태풍 파마는 태풍 켓사나로 인해 비상사태가 선포된 지 얼마 있지 않아 다시 필리핀에 영향을 주어 극심한 피해를 입혔다. 따라서 파마로 인한 피해는 대부분 켓사나로 인한 피해와 겹쳐있다. 파마가 발생한 때인 10월 첫 주에 필리핀을 강타했고 북쪽으로 빠져나가려하는 시간에 제18호 태풍인 태풍 멜로르와 근접하면서 후지와라 효과를 발생시켜 대만 남부와 필리핀 북부에서 거의 고정적인 자세를 취했다. 멜로르가 북서쪽, 일본 방면으로 이동할 때까지 계속 그 자리에서 맴돌고 있던 파마는 몇 일 후에 다시 남하해 루손섬 북부에 재상륙하면서 크게 약해져 열대 폭풍으로 격하되었고 섬의 북부를 가로지르며 남중국해에 열대저압부의 세력으로 빠져나갔다. 필리핀에 머문 시간이 매우 길었던 터라 파마는 영향을 받은 지역에 수십년 만에 온 가장 치명적인 태풍이 되었다.

## 태풍의 진행

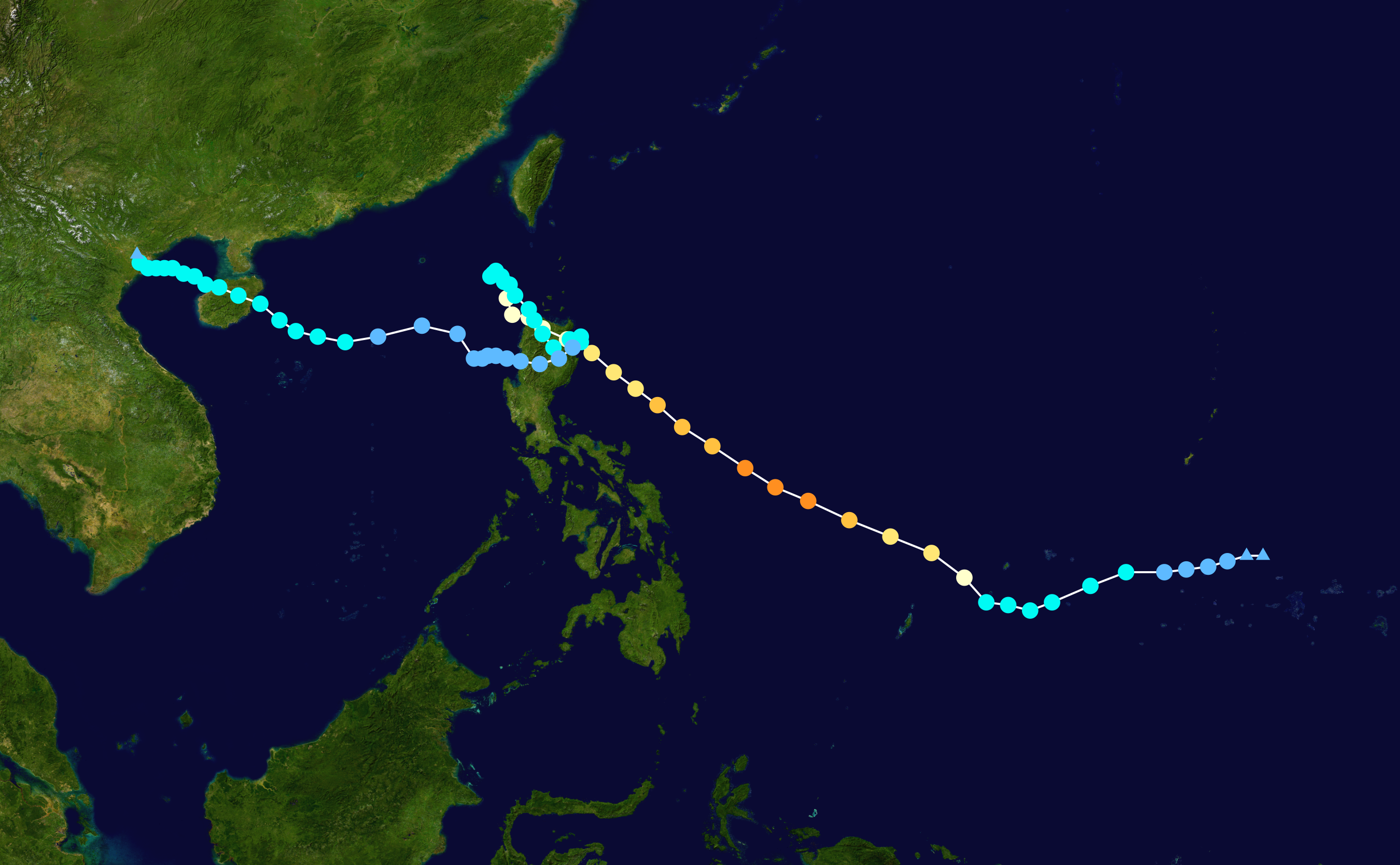
태풍 파마의 이동 경로

2009년 9월 29일 오전 9시에 미국 괌 남서쪽 약 810 km 부근 해상에서 중심기압 996 hPa, 최대풍속 18 m/s, 강풍 반경 50 km 열대저기압(TD)에서 강도 '약', 크기 '소형'의 태풍(열대폭풍,TS)가 발생하였다.
발생 이후 태풍은 서진하면서 발달하기 시작하여 29일 오후 9시에 중심기압 990 hPa, 최대풍속 24 m/s로 발달하였으며 30일 오후 3시에는 중심기압 970 hPa, 최대풍속 36 m/s, 강풍반경 180 km 강도 '강', 크기 '소형'의 태풍이 되면서 태풍으로서의 최고 단계인 TY로 격상되었다.
이후에도 태풍은 계속 발달하여 10월 1일 오전 3시에 중심기압 945 hPa, 최대풍속 45 m/s, 강풍반경 250 km를 기록하며 강도 '매우 강', 크기 '소형'의 태풍이 되었다. 같은 날 오전 9시에는 중심기압 920 hPa, 최대풍속 53 m/s, 강풍반경 350 km로 급발달하며 태풍의 최성기가 되었고, 오후 3시에는 강풍반경이 400 km까지 늘어났다. 그러나 2일 오전 3시에 중심기압 940 hPa, 최대풍속 46 m/s, 강풍반경 400 km로 다시 약화되기 시작하였으며, 태풍은 서북서진에서 북서진하기 시작했다.
10월 3일 오후 9시에는 필리핀 루손섬 북동부에 상륙하였고, 10월 4일에 필리핀 북쪽 해상으로 빠져나오면서 중심기압 970 hPa, 최대풍속 36 m/로 약화되었다. 그러다가 태풍 멜로르가 접근하면서 후지와라 효과로 인해 태풍이 정체되었다가 남서진하기 시작했다. 5일 오전 9시에 중심기압 980 hPa, 최대풍속 31 m/s, 강풍반경 300 km 강도 '중', 크기 '중형'의 태풍(강한 열대폭풍,STS)로 약화하였으며, 태풍은 거의 정체하듯이 이동했다.
태풍은 다시 동남동진으로 이동하면서 6일 오전 3시에 중심기압 975 hPa, 최대풍속 34 m/s, 강풍반경 330 km 크기 중형의 강한 태풍으로 재발달하며 여전히 느린 속도로 이동하였다. 그 후 남동진하면서 태풍은 다시 약화하기 시작해 6일 오후 9시에 중심기압 990 hPa, 최대풍속 24 m/s, 강풍반경 300 km 강도 '약', 크기 '중형'의 열대폭풍(TS)로 다시 약화되었고 7일에는 필리핀 루손섬 북부에 재상륙했다.
태풍은 남남동진으로 계속 느리게 이동하면서 7일 오후 9시에 중심기압 996 hPa, 최대풍속 18 m/s, 강풍반경 150 km 크기 소형의 열대폭풍으로 더 약화되었으며 동남동진하다가 서진하면서 10월 9일까지 필리핀에서 계속 머무르는 이상 진로를 보였다.
이후 10일 오전 9시 중심기압 1000 hPa, 최대풍속 17 m/s로 약화되어 기상청은 열대저기압(TD)로 약화될 것으로 예상했다. 그러나, 태풍은 세력을 유지하면서 남중국해 해상에서 계속 서진하다가
10월 12일 하이난섬에 상륙하였고, 10월 14일에 통킹만에 도달하였으며 같은 날 오후 9시에 베트남 하노이 남동쪽 약 60 km 부근 해상에서 열대저기압(TD)로 약화되었다.
태풍 파마(PARMA)는 마카오에서 제출했으며 햄을 의미한다.

## 태풍의 시간별 정보
아래 표는 대한민국 기상청(KMA)의 자료에 의한 것임.
| 형태          | 날짜 및 시간 (UTC) | 위도 (°N) | 경도 (°E) | 이동속도 (km/h) | 기압 (hPa) | 최대풍속 (m/s) |
| ------------- | ------------------ | --------- | --------- | --------------- | ---------- | -------------- |
| 열대폭풍      | 9월 29일 0시       | 8.3       | 139.7     | 28              | 996        | 18.0           |
| 열대폭풍      | 9월 29일 12시      | 8.0       | 138.3     | 16              | 990        | 24.0           |
| 열대폭풍      | 9월 30일 0시       | 9.1       | 136.8     | 23              | 990        | 24.0           |
| 태풍          | 9월 30일 12시      | 10.5      | 134.0     | 29              | 960        | 40.0           |
| 태풍          | 10월 1일 0시       | 11.8      | 131.1     | 28              | 920        | 53.0           |
| 태풍          | 10월 1일 12시      | 13.1      | 128.7     | 22              | 920        | 53.0           |
| 태풍          | 10월 2일 0시       | 14.5      | 126.3     | 26              | 945        | 45.0           |
| 태풍          | 10월 2일 12시      | 15.9      | 124.7     | 21              | 945        | 45.0           |
| 태풍          | 10월 3일 0시       | 17.2      | 122.9     | 23              | 955        | 41.0           |
| 태풍          | 10월 3일 12시      | 18.3      | 121.5     | 16              | 965        | 38.0           |
| 태풍          | 10월 4일 0시       | 18.8      | 120.1     | 12              | 970        | 36.0           |
| 태풍          | 10월 4일 12시      | 19.9      | 119.8     | 9               | 975        | 33.0           |
| 강한 열대폭풍 | 10월 5일 0시       | 20.0      | 119.4     | 4               | 980        | 31.0           |
| 강한 열대폭풍 | 10월 5일 12시      | 20.0      | 119.6     | 4               | 980        | 31.0           |
| 태풍          | 10월 6일 0시       | 19.3      | 120.2     | 14              | 975        | 34.0           |
| 열대폭풍      | 10월 6일 12시      | 18.7      | 120.8     | 8               | 990        | 24.0           |
| 열대폭풍      | 10월 7일 0시       | 17.4      | 121.8     | 4               | 996        | 18.0           |
| 열대폭풍      | 10월 7일 12시      | 18.1      | 122.4     | 5               | 996        | 18.0           |
| 열대폭풍      | 10월 8일 0시       | 17.4      | 122.2     | 8               | 996        | 19.0           |
| 열대폭풍      | 10월 8일 12시      | 16.9      | 121.2     | 21              | 996        | 19.0           |
| 열대폭풍      | 10월 9일 0시       | 17.2      | 121.2     | 8               | 996        | 19.0           |
| 열대폭풍      | 10월 9일 12시      | 17.5      | 119.0     | 15              | 995        | 20.0           |
| 열대폭풍      | 10월 10일 0시      | 17.1      | 118.7     | 3               | 1000       | 17.0           |
| 열대폭풍      | 10월 10일 12시     | 18.2      | 116.9     | 32              | 1000       | 17.0           |
| 열대폭풍      | 10월 11일 0시      | 17.9      | 114.4     | 22              | 998        | 17.0           |
| 열대폭풍      | 10월 11일 12시     | 17.8      | 112.8     | 4               | 998        | 17.0           |
| 열대폭풍      | 10월 12일 0시      | 19.1      | 111.0     | 22              | 998        | 17.0           |
| 열대폭풍      | 10월 12일 12시     | 19.8      | 109.6     | 13              | 998        | 18.0           |
| 열대폭풍      | 10월 13일 0시      | 20.0      | 108.7     | 7               | 1000       | 18.0           |
| 열대폭풍      | 10월 13일 12시     | 20.1      | 107.7     | 6               | 992        | 21.0           |
| 열대폭풍      | 10월 14일 0시      | 20.3      | 107.3     | 2               | 995        | 20.0           |
| 소멸          | 10월 14일 12시     | 20.6      | 106.2     | 12              | 1008       |                |

## 대비

### 캐롤라인 제도
9월 28일에 괌에 위치한 미국 국립기상센터 괌 사무소에서는 미국 합동태풍경보센터(JTWC)의 자료에 따라서 울리시섬, 파라울렙섬과 파이스섬에 열대폭풍 경보와 야프섬과 느굴루섬에 열대폭풍 주의보를 발령했다. 위의 주의보와 경보는 다음날까지 지속되었다. 미국 국립기상센터는 또 코로르와 카얀젤에도 열대폭풍 주의보를 내렸고 이 주의보는 9월 30일에 전부 해제되었다.

### 필리핀
필리핀 정부에서는 루손섬에 있는 모든 지방자치단체에게 주민의 안전을 보호하기 위해서 사람들을 대피시키라고 언급했다. 당시 필리핀 제14대 대통령이었던 글로리아 마카파갈 아로요는 필리핀 기상청(PAGASA)에 연락해 태풍 파마에 대해 2시간마다 홈페이지에 경보령을 띄우라고 말하기도 했다. 필리핀 해군들은 필리핀 전 지역을 경보구역으로 설정하였고 루손섬과 비사야 제도를 잇는 모든 여객선의 운항을 중단했다. 또한 어부들에게 파도가 높은 지역에서 작업을 하는 것을 금해달라고 충고했다.
필리핀에서 대비가 강화되고 여러 댐들이 폭우가 내릴 시 댐의 물이 넘치는 것을 막기 위해 수문을 개방했다. 10월 2일 아침에 필리핀 대통령 글로리아 마카파갈 아로요는 필리핀 전국을 재난지역으로 선포하였다. 마닐라에서는 강풍으로 인해 광고게시판들이 무너졌고 비행편과 여객선, 화물선의 운송이 중단되었다. 라구나주에서는 라구나 호수 주변에 거주하던 약 10만명의 사람들을 대피하였다.

### 대만
대만에서는 약 2달전에 타이완을 강타해 3000 mm가 넘는 기록적인 폭우를 내리게 했던 태풍 모라꼿으로 인한 피해로 태풍 파마가 온다는 소식에 남부 대만 주민들이 지쳐있었다. 10월 3일에 모라꼿으로 인한 피해가 가장 극심했던 가오슝 주변 지역 6개의 마을에 거주하던 주민들의 대피가 시작되었다. 중앙 기상 사무국에서 파마가 필리핀 북쪽으로 이동할 것을 예측하고 대만 남부에 위치한 헝춘 반도에 태풍 주의보를 내렸다. 대만 공항에서 이륙하는 55개의 비행편이 취소되거나 지연되었다. 10월 5일에 대만 남부에서 거주하는 사람들에게 강제대피령이 내려졌고 이에 따라 약 6천명이 대피소를 찾아서 대피했다. 또한 정부에서 긴급하게 200명의 수석 군사들에게 대피와 구호작전을 지시했다.

## 피해

좌측의 태풍 파마와 </br> 우측의 태풍 멜로르

### 캐롤라인 제도
태풍 파마가 초기에 열대폭풍의 세력으로 야프섬 남쪽을 통과해 이 섬에 폭우와 95 km/h(60 mph)의 강풍이 불었다. 야프섬의 주지사는 정부 공무원들을 집에 있게 했고 섬의 주민들에게 철처한 대비를 하도록 지시했고 동시에 야프섬이 폭풍 경보의 가장 높은 단계에 놓여있었다. 그러므로 캐롤라인 제도 중에서 태풍 파마의 피해가 극심했던 섬은 야프섬이라고 할 수 있다.

### 필리핀
태풍 파마가 필리핀 북부에 상륙하기 한참 전부터 여러 교통수단들의 운행이 중지되었다. 카탄두아네스주에서는 전국에서 최초로 태풍경보 제3단계가 발령되었고 주 안에서의 전기 공급이 중단되었고 통신이 두절되었다. 주요 간선도로에 뽑힌 나무들이 쌓여있었다. 당시 약 3만 가구가 대피를 완료했다. 비콜 지방에서는 여객선 승객 2,000명이 항구에서 고립되었고 마닐라 주변 39개 주에 태풍경보가 내려졌고 이 지역에서 극심한 폭우과 강풍을 겪었다. 파마는 카가얀주 북동부 해안에 상륙했고 이 주에서 농업분야 2033만 필리핀 페소의 재산피해가 났다. 칼링가주에서는 주의 청사와 연결되는 길이 산사태로 인해 차단되었다. 삼발레스주에서는 약 2,100가구가 대피했고 팡가시난주의 한 댐과 누에바에시하주의 한 댐이 폭우로 인해 댐 안의 물이 범람위기에 처하자 엄청난 양의 물을 방류하기 시작했다. 엄청난 양의 물이 방류함에 따라 팡가시난 주 동부와 중부, 누에보에시하 주에 홍수를 일으켰다. 마닐라 주변 지역에서는 엄청난 폭우와 강풍이 불어닥쳤고 홍수로 인해 수면이 점차 올라가기 시작했다. 베이호에서는 90년 만에 호수의 물이 엄청난 양으로 증가했고 이로 인해 마닐라 도심과 근교지역이 물에 잠길 위험에 처했다. 벵게트주에서는 산사태가 약 200명을 숨지게 했고 렙토스피라병이 발생해 많은 사람들에게 영향을 끼쳤다. 태풍 파마로 인해 필리핀에서 집계된 전체 피해액은 273억 필리핀 페소, 6억 8백만달러로 나타나 1년전에 필리핀을 강타하고 지난 태풍 펑선으로 인한 피해액 3억 1백만달러의 수치를 2배 이상 뛰어넘어 재산피해액 분야의 1위에 랭크되었다.

### 대만
대만 남부에는 예상대로 엄청난 양의 폭우가 다시 쏟아지기 시작했다. 몇몇 지역에서는 500 mm가 넘는 비가 내려 물이 5 m 높이까지 차올랐다. 이 홍수는 수백개의 마을에서 거주하던 주민들을 대피시키는 결과를 낳았고 섬의 북동부에 위치한 이란현에 200 mm가 넘는 폭우가 내리자 타이완 북부에서도 최초로 비상대피령이 내려졌다. 산악지대에서 많은 산사태가 일어났고 이 중 대부분은 섬의 남부에서 일어났다. 계속된 폭우로 인해 대만의 기온은 평년보다 크게 내려간 결과를 초래했다. 대만 해안에서 14명이 타고있던 배가 가라앉아 1명이 숨진것으로 파악되었고 3명은 구조되었으나 나머지 10명은 실종자로 처리되었다.

### 중국
하이난섬의 해안에서 9명이 타고 있던 배가 전복되어 3명이 익사한 것으로 판명이 났고 5명은 구조되었으나 나머지 1명이 실종자로 처리되었다.

### 베트남
태풍 파마는 10월 15일, 하이퐁에 마지막 상륙을 해 62척의 어선이 가라앉았으나 인명피해는 없었다.

## 특징
이 태풍의 수명은 14.75일을 기록하여 긴 수명의 태풍 8위에 랭크되었다.
| 순위 | 태풍번호 | 태풍이름 | 존재기간    |
| ---- | -------- | -------- | ----------- |
| 1위  | 8614     | WAYNE    | 19일 6시간  |
| 2위  | 7207     | RITA     | 19일        |
| 2위  | 1705     | NORU     | 19일        |
| 4위  | 6722     | OPAL     | 18일 6시간  |
| 5위  | 2302     | MAWAR    | 16일        |
| 6위  | 9120     | NAT      | 15일 18시간 |
| 7위  | 7209     | TESS     | 15일 12시간 |
| 8위  | 7414     | MARY     | 15일 6시간  |
| 9위  | 0917     | PARMA    | 14일 18시간 |
| 10위 | 9728     | PAKA     | 14일 12시간 |
| 10위 | 9431     | VERNE    | 14일 12시간 |

## 제명
태풍 파마로 인한 엄청난 피해로 인해 마카오에서 제출한 이름, "파마(PARMA)"와 필리핀 기상청이 독자 명명한 "Pepeng"이 동시에 은퇴했고 파마의 대체 이름으로 불꽃놀이를 의미하는 "인파(IN-FA)"가 선정되어 2011년부터 북서태평양 열대 저기압 이름의 목록에 오르게 되어 2015년에 제 26호 태풍으로 사용되었다.

## 같이 보기
- 태풍 두리안 (2006년)
- 태풍 켓사나 (2009년)
- 태풍 메기 (2010년)
- 태풍 와시 (2011년)
- 태풍 보파 (2012년)
- 태풍 우사기 (2013년)
- 태풍 하이옌 (2013년)
- 태풍 봉퐁 (2020년)